# Dysdera atlantea
Dysdera atlantea är en spindelart som beskrevs av Denis 1954. Dysdera atlantea ingår i släktet Dysdera och familjen ringögonspindlar.
Artens utbredningsområde är Marocko. Inga underarter finns listade i Catalogue of Life.